# Robert Maah
Emanuel Robert Maah (Parigi, 25 marzo 1985) è un ex calciatore francese, di origini camerunesi, di ruolo attaccante.

## Biografia
Cresciuto nella regione parigina a Vigneux-sur-Seine, possiede il doppio passaporto francese-camerunese, in virtù delle origini dei suoi genitori, nativi del Camerun.

## Caratteristiche tecniche
Agile punta centrale, ad inizi carriera è stato utilizzato anche come ala, sia destra che sinistra.

## Carriera

### Inizi nelle Giovanili
Cresciuto nelle giovanili dell'ES Montgeron prima e del Laval poi, nel 2004 Maah si è trasferito in Italia nel Faenza militante nel campionato di Eccellenza ben figurando e mettendo a segno ben 15 reti nella sua prima stagione al di fuori di un campionato giovanile.

### Bari e esordio tra i professionisti
Nel 2005 è stato acquistato dal Bari, con cui ha esordito in Serie B il 17 settembre 2005 in Bari-Catania (0-2), subentrando al 78º minuto di gioco a Pagano. Il 17 dicembre 2005 ha segnato il primo gol tra i professionisti, realizzando la rete del definitivo 1-1 contro il Verona. In totale con il Bari ha giocato 9 partite in campionato e 2 in Coppa Italia.

### Parentesi al Ravenna e passaggio alla Pro Sesto
Durante il calciomercato invernale del 2006 è passato in prestito al Ravenna in Serie C1, totalizzando 10 presenze e una rete.
Tornato a Bari a fine stagione, non è mai stato schierato in campo e nel gennaio 2007 è passato alla Pro Sesto. Con la squadra di Sesto San Giovanni è rimasto per due anni nei quali ha segnato 12 reti in 51 partite giocate in Serie C1/Prima Divisione più altre 2 presenze nei play-out di Serie C1 2006-2007 dove ha realizzato una rete nella gara di ritorno contro l'Ivrea che ha valso la permanenza della squadra lombarda in Serie C1.

### Grosseto e Mouscron
Nel gennaio 2009 è passato al Grosseto, ritornando così a giocare in Serie B. Con la squadra toscana è sceso in campo solo in 4 occasioni, partendo titolare solo nella trasferta contro il Treviso.
Nell'estate del 2009 ha firmato per l'Excelsior Mouscron, squadra del massimo campionato belga. Nella stagione 2009-2010 ha disputato 12 partite realizzando 2 gol prima del fallimento e successivo ritiro dal campionato della società belga, rimanendo così svincolato alla fine del 2009. rimanendo così svincolato alla fine del 2009.

### Alti e bassi nel Como
Il 12 febbraio 2010 è stato tesserato dal Como, squadra di Lega Pro Prima Divisione, con cui ha esordito il 21 febbraio 2010 contro l'Alessandria subentrando nel corso del secondo tempo. Due settimane più tardi ha esordito da titolare contro la Pro Patria, infortunandosi alla coscia nei minuti finali della partita. È rientrato dopo un mese nella partita contro la Paganese, nella quale si è procurato un calcio di rigore in occasione del quale ha accusato una ricaduta del precedente infortunio e per lo strappo muscolare subito ha dovuto saltare le restanti partite della stagione.
Dalla metà di agosto 2010 ha ripreso gli allenamenti col Como, venendo poi ritesserato con contratto annuale il 7 settembre 2010. Il 26 settembre 2010 ha realizzato il primo gol con la maglia della squadra lariana conto lo Spezia (1-1), segnando al 69º minuto di gioco la rete del momentaneo 0-1. A fine torneo, con 8 reti in 30 partite disputate, è risultato il miglior marcatore stagionale della sua squadra.

### Cittadella e Cluj
Il 4 luglio 2011 ha lasciato il Como per passare al Cittadella, dove è rimasto per due stagioni disputando 53 partite (48 nel campionato di Serie B e 5 in Coppa Italia) e segnando 9 reti (tutti in campionato).
Il 17 gennaio 2013 è passato alla società rumena del CFR Cluj. Il 26 maggio 2013 realizza una doppietta contro l'Astra Giurgiu e il 29 maggio seguente una tripletta contro l'U Cluj.

### Orléans
Il 21 luglio 2014 passa a parametro zero all'Orléans dove colleziona 32 presenze e 7 gol che non bastano a salvarlo dalla retrocessione nel Championnat National solo per 1 punto.

## Statistiche

### Presenze e reti nei club
Statistiche aggiornate al 19 maggio 2017.
| Stagione               | Squadra                | Campionato             | Campionato | Campionato | Coppe nazionali | Coppe nazionali | Coppe nazionali | Coppe continentali | Coppe continentali | Coppe continentali | Altre coppe | Altre coppe | Altre coppe | Totale | Totale |
| Stagione               | Squadra                | Comp                   | Pres       | Reti       | Comp            | Pres            | Reti            | Comp               | Pres               | Reti               | Comp        | Pres        | Reti        | Pres   | Reti   |
| ---------------------- | ---------------------- | ---------------------- | ---------- | ---------- | --------------- | --------------- | --------------- | ------------------ | ------------------ | ------------------ | ----------- | ----------- | ----------- | ------ | ------ |
| 2004-2005              | Faenza                 | Ecc.                   | 25         | 15         | CI-Dil.         | 2               | 1               | -                  | -                  | -                  | -           | -           | -           | 27     | 16     |
| 2005-gen. 2006         | Bari                   | B                      | 9          | 1          | CI              | 2               | 0               | -                  | -                  | -                  | -           | -           | -           | 11     | 1      |
| gen.-giu. 2006         | Ravenna                | C1                     | 10         | 1          | CI+CI-C         | 0+2             | 0               | -                  | -                  | -                  | -           | -           | -           | 12     | 1      |
| 2006-gen. 2007         | Bari                   | B                      | 0          | 0          | CI              | 0               | 0               | -                  | -                  | -                  | -           | -           | -           | 0      | 0      |
| Totale Bari            | Totale Bari            | Totale Bari            | 9          | 1          |                 | 2               | 0               |                    | -                  | -                  |             | -           | -           | 11     | 1      |
| gen.-giu. 2007         | Pro Sesto              | C1                     | 13+2       | 3+1        | CI-C            | -               | -               | -                  | -                  | -                  | -           | -           | -           | 33     | 8      |
| 2007-2008              | Pro Sesto              | C1                     | 20         | 7          | CI-C            | 3               | 0               | -                  | -                  | -                  | -           | -           | -           | 23     | 7      |
| 2008-gen. 2009         | Pro Sesto              | 1D                     | 18         | 5          | CI+CI-LP        | 2+0             | 0               | -                  | -                  | -                  | -           | -           | -           | 20     | 5      |
| Totale Pro Sesto       | Totale Pro Sesto       | Totale Pro Sesto       | 51+2       | 15+1       |                 | 5               | 0               |                    | -                  | -                  |             | -           | -           | 58     | 16     |
| gen.-giu. 2009         | Grosseto               | B                      | 4          | 0          | CI              | -               | -               | -                  | -                  | -                  | -           | -           | -           | 4      | 0      |
| 2009-gen. 2010         | E. Mouscron            | PL                     | 12         | 2          | CB              | 0               | 0               | -                  | -                  | -                  | -           | -           | -           | 12     | 2      |
| gen.-giu. 2010         | Como                   | 1D                     | 3          | 0          | CI+CI-LP        | -               | -               | -                  | -                  | -                  | -           | -           | -           | 4      | 0      |
| 2010-2011              | Como                   | 1D                     | 30         | 8          | CI+CI-LP        | 0               | 0               | -                  | -                  | -                  | -           | -           | -           | 30     | 8      |
| Totale Como            | Totale Como            | Totale Como            | 33         | 8          |                 | 0               | 0               |                    | -                  | -                  |             | -           | -           | 33     | 8      |
| 2011-2012              | Cittadella             | B                      | 33         | 7          | CI              | 2               | 0               | -                  | -                  | -                  | -           | -           | -           | 35     | 7      |
| 2012-gen. 2013         | Cittadella             | B                      | 15         | 2          | CI              | 3               | 0               | -                  | -                  | -                  | -           | -           | -           | 18     | 2      |
| Totale Cittadella      | Totale Cittadella      | Totale Cittadella      | 48         | 9          |                 | 5               | 0               |                    | -                  | -                  |             | -           | -           | 53     | 9      |
| gen.-giu. 2013         | Cluj                   | L1                     | 13         | 5          | CR              | 2               | 0               | UEL                | 2                  | 0                  | SR          | -           | -           | 17     | 5      |
| 2013-2014              | Cluj                   | L1                     | 17         | 3          | CR              | 1               | 0               | -                  | -                  | -                  | -           | -           | -           | 18     | 3      |
| Totale Cluj            | Totale Cluj            | Totale Cluj            | 30         | 8          |                 | 3               | 0               |                    | 2                  | 0                  |             | -           | -           | 35     | 8      |
| 2014-2015              | Orléans                | L2                     | 32         | 7          | CF+CdL          | 2+1             | 2+1             | -                  | -                  | -                  | -           | -           | -           | 35     | 10     |
| 2015-2016              | Göztepe                | 1L                     | 20         | 0          | CT              | 2               | 0               | -                  | -                  | -                  | -           | -           | -           | 22     | 0      |
| 2016-2017              | Gazélec Ajaccio        | L2                     | 27         | 7          | CF+CdL          | 1+0             | 0               | -                  | -                  | -                  | -           | -           | -           | 28     | 7      |
| lug-ott. 2017          | Gazélec Ajaccio        | L2                     | 5          | 0          | CF+CdL          | 0+1             | 0               | -                  | -                  | -                  | -           | -           | -           | 6      | 0      |
| Totale Gazélec Ajaccio | Totale Gazélec Ajaccio | Totale Gazélec Ajaccio | 32         | 7          |                 | 2               | 0               |                    | -                  | -                  |             | -           | -           | 34     | 7      |
| 2018-2019              | Boulogne               | N                      | 27         | 14         | CF              | 1               | 1               | -                  | -                  | -                  | -           | -           | -           | 28     | 15     |
| 2019-2020              | Laval                  | N                      | 22         | 3          | CF              | 1               | 0               | -                  | -                  | -                  | -           | -           | -           | 23     | 3      |
| 2020-2021              | UT Pétange             | DN                     | 9          | 4          | CL              | 1               | 1               | UEL                | 1                  | 0                  | -           | -           | -           | 11     | 5      |
| Totale carriera        | Totale carriera        | Totale carriera        | 358+2      | 93+1       |                 | 28              | 6               |                    | 3                  | 0                  |             | -           | -           | 391    | 100    |